# بنیامین فراس
بنیامین فراس (انگلیسی: Benjamin Verraes؛ زادهٔ ۲۱ فوریهٔ ۱۹۸۷ ‏(۳۸ سال)) دوچرخه‌سوار اهل بلژیک است.
از باشگاه‌هایی که در آن بازی کرده‌است می‌توان به وانتی–گروپ گوبر اشاره کرد.